# Ella TV
Ella TV fue un canal de televisión de pago que se centraba en la emisión de contenidos para la mujer, ya sean películas, series o espacios de belleza y moda.

## Historia
El canal inició sus emisiones el 15 de septiembre de 1997, junto con el lanzamiento de Vía Digital, ya que emitió desde sus inicios en la plataforma citada. Ella TV era propiedad de Multipark, la productora en la que principalmente participaba la cadena autonómica Telemadrid.
El 1 de marzo de 2000, Ella TV se reemplaza por Cosmopolitan TV, producido también por Multipark y en colaboración con el grupo de comunicación Hearst Corporation (motivo por el cual el nuevo canal se llama como la revista que publica el grupo). El 40% de su programación se constituye por contenidos españoles creados por Multipark, mientras que el resto son series y películas de Hearst. Cosmopolitan TV no fue exclusivo en Vía Digital como su antecesor, sino que también se distribuyó a algunas 'cableras' como Madritel, Supercable, Retecal y Med Telecom.